# 박정우 (씨름 선수)
박정우(1993년 9월 22일 ~ )는 대한민국의 씨름 선수이다.
신장은 178cm이고 체중은 85kg인 그는 씨름의 희열을 통해 모래판 다비드라는 닉네임이 생겼다.

## 생애
경상북도 경주시에서 출생한 그는 초등학생 때부터 씨름을 시작하였다.

## 학력
- 2012년 의성고등학교 졸업

## 출연작

### TV 방송
- 2019년 KBS2 《씨름의 희열》 - 참가자
- 2020년 MBC every1 《비디오스타》 - 게스트
- 2021년 SBS 《집사부일체》 - 게스트
- 2021년 JTBC 《뭉쳐야 찬다 시즌2》
- 2022년 JTBC 《전설체전》 - 고정출연 (2022년 1월 11일 ~ 현재)
- 2025년 ENA 《내 아이의 사생활》

### CF
- 2019년 롯데푸드 의성마늘만두